# 播磨下里站
播磨下里站（日语：／ Harimashimosato eki */?）是位於兵庫縣加西市王子町野中，北條鐵道的北條線車站。基本上此站是無人車站，在特定日子，即寺院「下里庵」開放時，車站事務室也會營業。當日會有理義務站長當值，進行發售車票之臨時業務。在2006年（平成18年）北條鉄道的公開招募下，一名也是鐵道迷的僧侶成為了義務站長，開設了車站與寺院合體的下里庵。在下里庵內也會舉行繪畫課堂 （页面存档备份，存于）。
2012年（平成24年）8月，在當地企業的無償奉獻下，於站前增設了停車場和最新式的多用途廁所。另外，於月台上增設了石庭。

## 歷史
- 1917年（大正6年）8月14日 - 播州鐵道播鐵王子站啟用[1][3]。當時為旅客、貨運車站。
- 1923年（大正12年）12月21日 - 成為播丹鐵道車站[3]。
- 1943年（昭和18年）6月1日 - 播丹鐵道被國有化，成為鐵道省（後來為國鐵）車站[3]。同時改名為播磨下里站[1][3]。
- 1962年（昭和37年）3月1日 - 終止貨物起卸業務[3]。
- 1985年（昭和60年）4月1日 - 北條線由北條鐵道接管[3]。
- 2006年（平成18年）6月 - 在特定日子，車站事務室與寺院「下里庵」開放日時新設委託業務[3]。
- 2012年（平成24年）8月10日 - 增設最新式多用途廁所、站前停車場和石庭[6]。
- 2014年（平成26年）4月 - 月台登錄成為登錄有形文化財 （页面存档备份，存于）。
- 2016年（平成28年）3月 - 車站大樓翻新 （页面存档备份，存于）

## 車站構造
車站是一座地面車站，設有1面1線的單式月台。車站東北方設有木製車站大樓。車站大樓建於1918年。該車站大樓與月台在2013年11月申請成為登錄有形文化財（同時申請的車站包括有法華口站和長站）。

月台
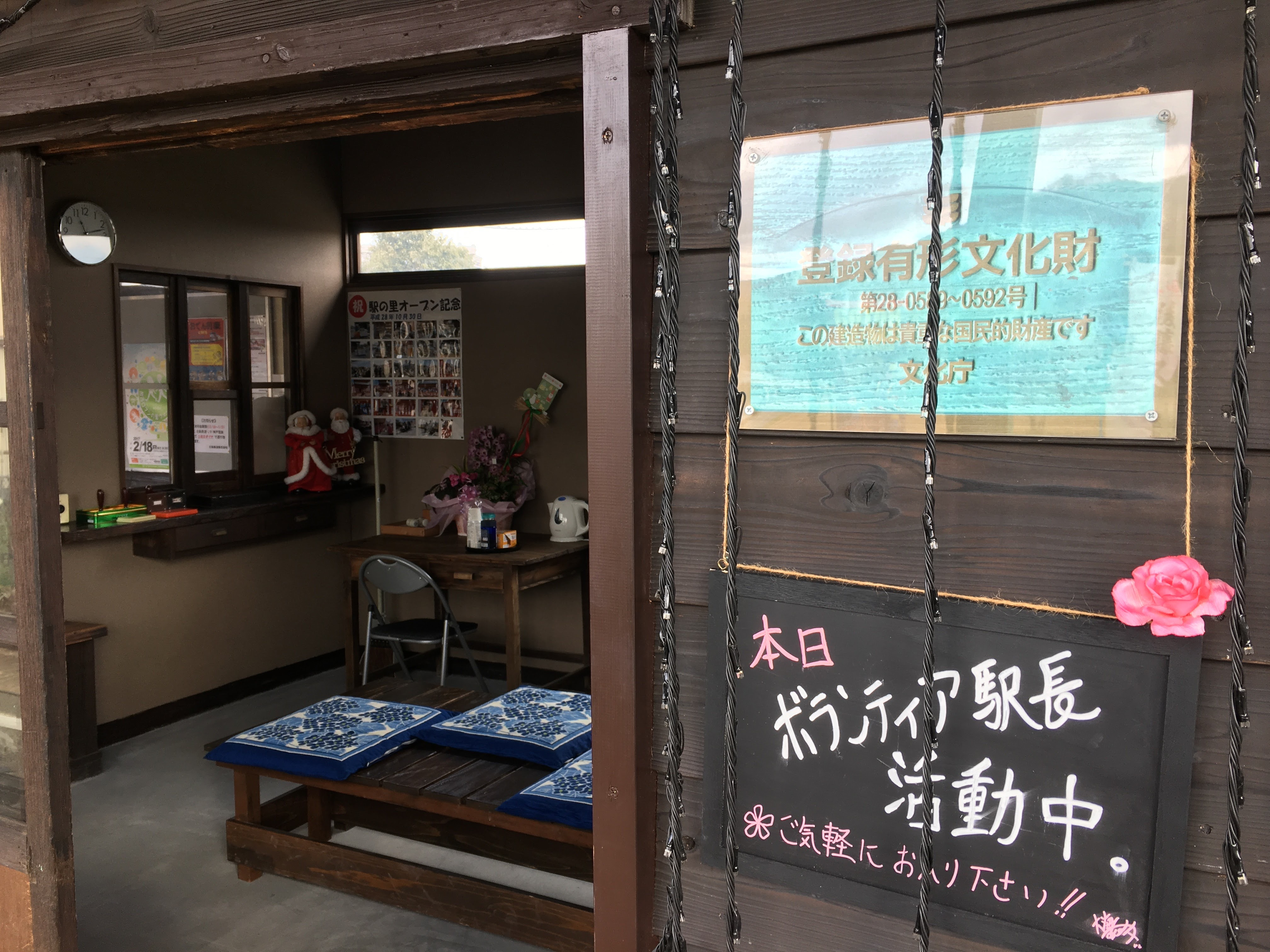
車站大樓候車室
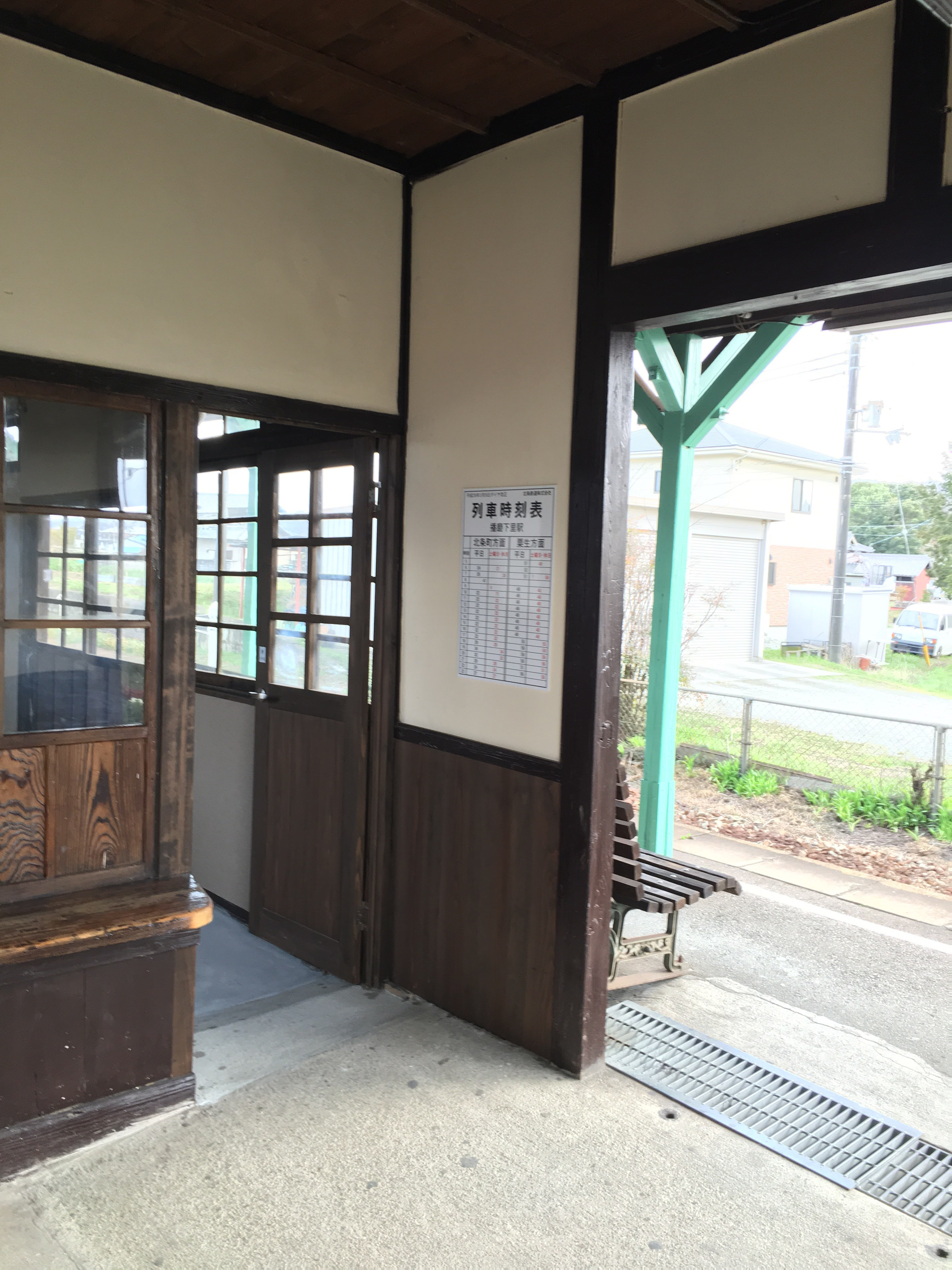
翻新後的車站大樓內

## 時間表
在平日每日設有22班列車，假日則設有17班。
在2020年8月前，不論平日或假日，日間毎小時設有1班列車，一日共有17班列車。

## 利用狀況
| 1日上下車人次 | 1日上下車人次 |
| 年度          | 1日平均人次   |
| ------------- | ------------- |
| 2011年        | 70            |
| 2012年        | 80            |
| 2013年        | 80            |
| 2014年        | 73            |
| 2015年        | 80            |
| 2016年        | 79            |
| 2017年        | 89            |
| 2018年        | 87            |

## 車站周邊
- 古法華自然公園（日语：古法華自然公園） - 古法華寺、大柳水壩
- 下里川
- 下里郵局
- 加西市立善防中學
- 加西市立下里小學

## 相鄰車站
北條鐵道
北條線
法華口－播磨下里－長

## 注腳
1. 1 2 3 4 5 6 7 8 9 10  . 神戸新聞総合出版センター. 2011-12-15: 223. ISBN 9784343006028 （日语）.
2. ↑  .   [2013-07-27]. （原始内容存档于2020-10-19） （日语）.
3. 1 2 3 4 5 6 7 8  曾根悟（監修）. 朝日新聞出版分冊百科編集部（編集） , 编. . 週刊朝日百科. 14号 神戸電鉄・能勢電鉄・北条鉄道・北近畿タンゴ鉄道. 朝日新聞出版. 2011-06-19: 18–20 （日语）.
4. ↑  . 北条鉄道.   [2015-12-17]. （原始内容存档于2021-01-15） （日语）.
5. ↑  . 北条鉄道.   [2013-07-27] （日语）.[]
6. 1 2  . 神戶新聞（朝刊） (神戶新聞社). 2012-08-04: 25（北播） （日语）.
7. ↑  加西・北条鉄道木造駅舎、有形文化財登録に喜びの声 （页面存档备份，存于）（日語） - 神戶新聞2013年11月16日
8. ↑  北條鐵道. .   [2015-12-18]. （原始内容存档于2021-06-24） （日语）.
9. ↑  国土数値情報(駅別乗降客数データ)  （页面存档备份，存于）（日語） - 國土交通省，2020年9月11日參閲

## 外部連結
- 播磨下里站 （页面存档备份，存于） - 北條鐵道官網（日語）